# Nalacetus
Nalacetus — вимерлий пакицетидний ранній кит, скам'янілості якого були знайдені в лютеційних червоних пластах у Пенджабі, Пакистан. Налацетус жив у прісній воді, був земноводним і м'ясоїдним. Вважалося, що він розміром з вовка і є однією з найперших форм китоподібних. Налацетус відомий здебільшого за залишками зубів лютеціанського пагорба Кала Читта, Пенджаб, Пакистан.